# Éric Escoffier
Éric Escoffier (L'Arbresle, 9 agosto 1960 – Broad Peak, 29 luglio 1998) è stato un alpinista e guida alpina francese.
Tra i più forti alpinisti francesi degli anni '80, è famoso per le sue imprese sul Monte Bianco come diverse prime salite in libera, prime invernali e concatenamenti. Si è dedicato anche all'alpinismo himalayano arrivando a salire cinque ottomila. È scomparso nel 1998 insieme al compagno di salita Pascale Bessières durante l'ascensione del Broad Peak.

## Biografia

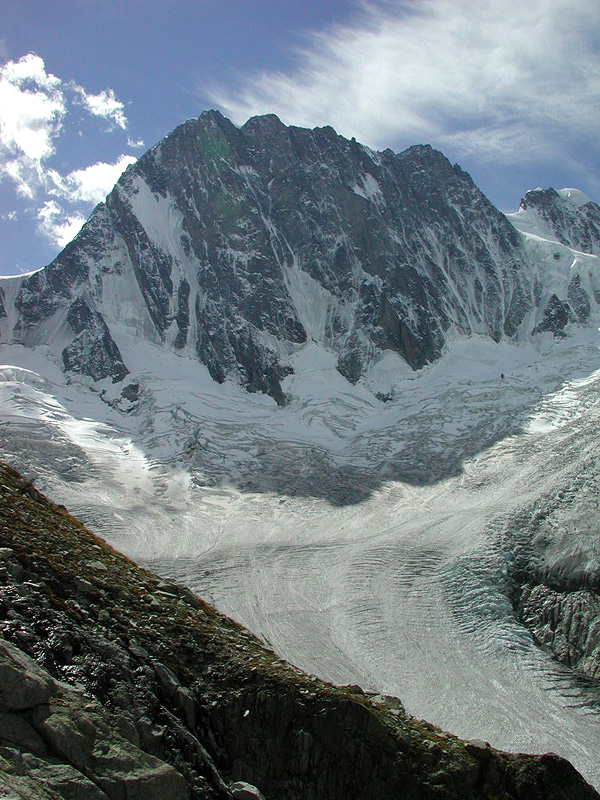
La parete nord delle Grandes Jorasses dove Escoffier realizzò prime invernali e concatenamenti

Pratica da giovane il nuoto e la ginnastica artistica, esercitandosi alle parallele, agli anelli e al cavallo. A causa di un infortunio al polso deve abbandonare la carriera agonistica. Da quel momento si dedica alle camminate in montagna e dal 1980 anche all'arrampicata. Svolge il servizio militare a Chamonix presso il Groupe Militaire de Haute Montagne (GMHM), dove conosce Christophe Profit e inizia a praticare l'alpinismo sul Monte Bianco.

### Monte Bianco
Nel 1983, a soli 23 anni, Escoffier realizza un gran numero di imprese sul Massiccio del Monte Bianco. Sale per la prima volta in libera la via Bonatti-Ghigo sul Grand Capucin (insieme a Thierry Renault, Jean-Baptiste Tribout e D.Chambre), la Direttissima Americana all'Aiguilles du Dru (con Profit, Thierry Renault e Pascal Etienne) e la Via Americana all'Aiguille du Fou.
Riesce nella prima invernale dell'Hypercouloir del Brouillard (con Profit e Pierre Royer) e della Via Frost-Harlin (con A. Estève e Pierre Royer) sul Monte Bianco e della MacIntyre-Colton e della Via degli Sloveni con Daniel Lacroix sulle Grandes Jorasses.
Negli stessi anni effettua anche difficili concatenamenti come:
- la Diretta Americana e la Via Bonatti sull'Aiguilles du Dru in undici ore nel 1982[9]
- la via Boivin-Vallençant sul Grand Pilier d'Angle e la via classica al Pilone Centrale del Freney nel 1983[10]
- la Diretta Americana sull'Aiguilles du Dru e lo Sperone Walker sulle Grandes Jorasses nel 1985[11]
- gli speroni Croz e Walker sulle Grandes Jorasses nel 1985[12]

### Himalaya
Nel 1985, appena venticinquenne, si reca in Himalaya, nella catena del Karakoram e balza agli onori della cronaca per la salita di tre ottomila in soli venti giorni. Il 15 giugno raggiunge la cima del Gasherbrum II e il 22 giugno quella del Gasherbrum I. Si sposta quindi al campo base del K2 e in tre giorni, dal 4 al 6 luglio sale anche il K2 per lo Sperone degli Abruzzi. Durante la discesa dal K2 muore il suo amico e compagno di molte scalate Daniel Lacroix detto Javel. Prima di tornare in Francia tenta un quarto ottomila, il Broad Peak, ma si deve fermare a 7400 m per il brutto tempo.

### Le tre nord delle Alpi
Ritornato dalle spedizioni himalayane tenta un concatenamento non ancora realizzato: la salita in inverno delle tre grandi nord: Grandes Jorasses, Eiger e Cervino. In questa impresa è in competizione con Profit, il quale aveva già ottenuto la salita in 24 ore delle tre nord il 25 luglio 1985. Il 12 marzo 1987 Escoffier parte sull'Eiger e Profit sulle Grandes Jorasses (sperone Croz). La poca conoscenza dell'Eiger da parte di Escoffier porta però in vantaggio Profit che chiude per primo l'impresa in 42 ore.

### L'incidente d'auto e il ritorno all'alpinismo
La notte dell'11 settembre 1987 ha un grave incidente d'auto lungo le Gole di Arly nell'Alta Savoia: la sua auto esce di strada e va a colpire delle rocce. Rimane emiplegico al 35% nella parte sinistra. Nonostante questo con molta rieducazione riesce a tornare a praticare l'alpinismo.
Solo due anni dopo, nel 1989, è a scalare l'Everest con la spedizione Turbo Everest ma si deve fermare a 7800 m per il brutto tempo. Nel 1997 decide di voler scalare entro il 2001 i 14 ottomila e le Seven Summits, le sette montagne più alte di ogni continente. Nell'ottobre 1997 sale il suo quinto ottomila, il Cho Oyu.

### La scomparsa sul Broad Peak

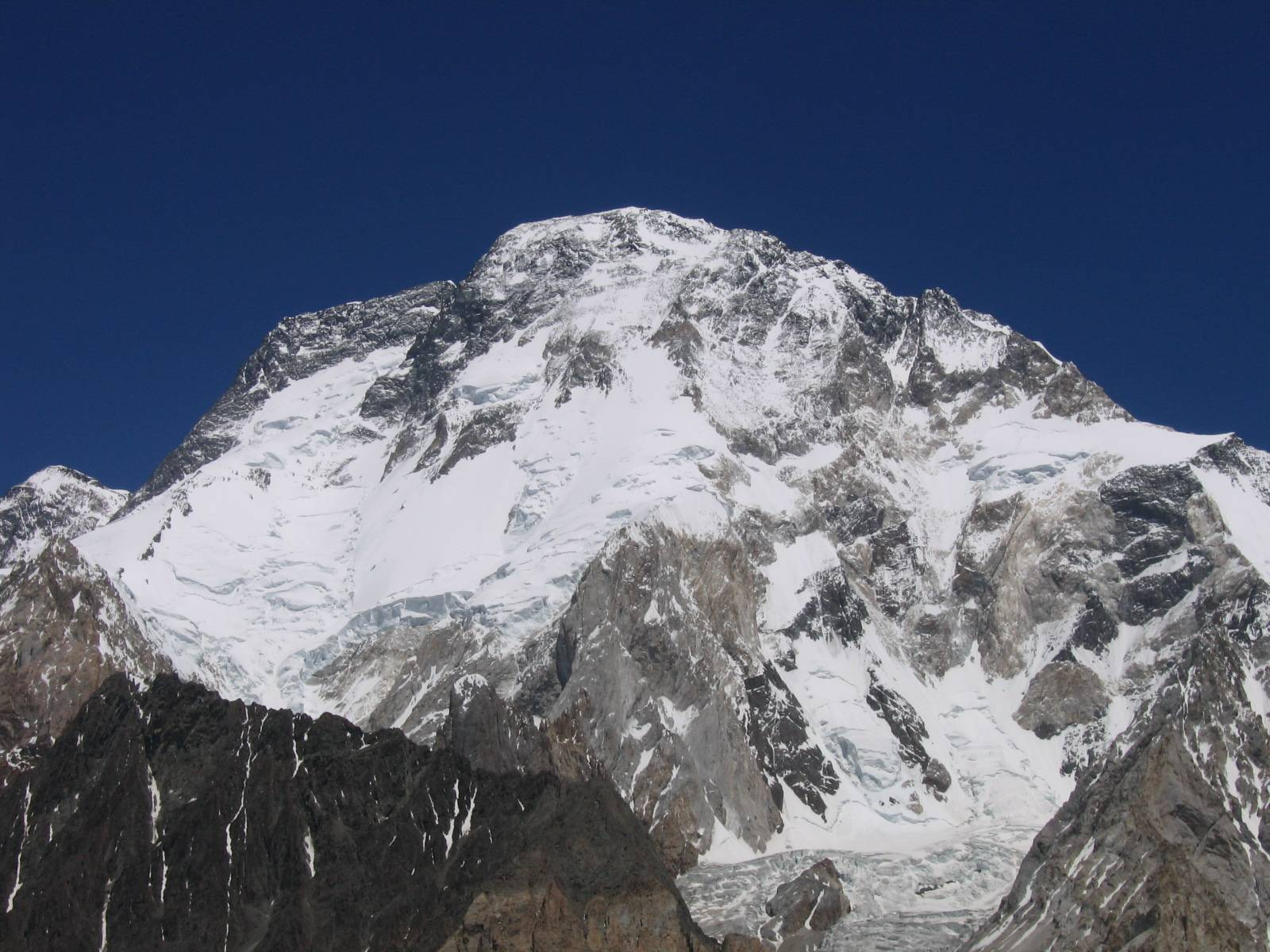
Il Broad Peak, luogo della scomparsa di Eric Escoffier

L'anno successivo, il 1998, è sul Broad Peak. Il 28 luglio bivacca a 7800 m con Pascale Bessières al colle del Broad Peak. Il giorno dopo vengono avvistati per l'ultima volta sulla cresta tra il colle e la vetta. Da quel momento i due sono dati per dispersi e i corpi non furono ritrovati.

## Salite sulle Alpi
Nel seguente elenco sono riportate alcune delle salite più significative di Éric Escoffier sulle Alpi.
- Diretta Americana e Via Bonatti - Aiguilles du Dru - luglio 1982 - Concatenamento con Daniel Lacroix, 5h:30 per la Diretta Americana e 5h:15 per la Bonatti[9]
- Hypercouloir del Brouillard - Monte Bianco - 11-12 gennaio 1983 - Prima invernale con Christophe Profit e Pierre Royer[18]
- Via Frost-Harlin - Monte Bianco/Pilastro Nascosto del Freney - 23-24 gennaio 1983 - Prima invernale con A. Estève e Pierre Royer
- MacIntyre-Colton - Grandes Jorasses - 19 febbraio 1983 - Prima invernale e in giornata con Daniel Lacroix[6][7]
- Grand Pilier d'Angle e Pilone Centrale del Freney - Monte Bianco - 13 marzo 1983 - Concatenamento della Via Boivin-Vallençant sul Grand Pilier d'Angle in tre ore e della via classica sul Pilone Centrale in dieci ore.[10]
- Via Bonatti-Ghigo - Grand Capucin - 15 luglio 1983 - Prima salita in libera con Thierry Renault, Jean-Baptiste Tribout e D.Chambre della via di Walter Bonatti e Luciano Ghigo del 1951[4]
- Direttissima Americana - Aiguilles du Dru - 22 luglio 1983 - Prima salita in libera con Christophe Profit e una seconda cordata con Thierry Renault e Pascal Etienne della via di John Harlin e Royal Robbins del 1965[5]
- Via Americana - Aiguille du Fou - 27 luglio 1983 - Prima salita in libera con P. Mailly della via di Gary Hemming, John Harlin, Tom Frost and Stewart Fulton del 1963
- Diretta Americana e Sperone Walker - Aiguilles du Dru, Grandes Jorasses - 1985 - Concatenamento con Daniel Lacroix[11]
- Via degli Sloveni - Grandes Jorasses/Sperone Croz - 13 gennaio 1985 - Prima invernale con Daniel Lacroix in 13 ore[8]
- Sperone Croz e Sperone Walker - Grandes Jorasses - 8 aprile 1985 - Concatenamento in solitaria in 23 ore e utilizzando il deltaplano per scendere dalla punta Croz[12]
- Les ailes du désir - Aiguille du Fou - 1991 - 300 m, ABO, 7c Prima salita in libera con Alain Ghersen[19]

## Salite himalayane
- Gasherbrum II - 15 giugno 1985 - Prima ripetizione della via Batard-Seigneur di Yannick Seigneur and Marc Batard
- Gasherbrum I - 22 giugno 1985 - Salita e discesa in 21 ore dal campo base avanzato per la via Messner
- K2 - 4-6 luglio 1985 - Salita per lo Sperone degli Abruzzi con Erhard Loretan in due giorni. Diviene il primo francese a salire sul K2. L'amico Daniel Lacroix, anch'egli nella spedizione, muore nella discesa.
- Broad Peak - 1985 - Tentativo interrotto a 7400 m per il brutto tempo
- Shisha Pangma - ottobre 1986 - Salita in solitaria
- Everest - 1989 - Spedizione Everest Turbo con Christine Janin: tentativo interrotto a 7800 m
- Cho Oyu - ottobre 1997 - Quinto ottomila per Escoffier
- Broad Peak - 29 luglio 1998 - Scompare durante l'attacco finale alle cima insieme a Pascale Bessières

## Altre spedizioni
- Monte McKinley - luglio 1996
- Kilimangiaro - 1996
- Aconcagua - gennaio 1997
- Monte Elbrus - 9 aprile 1998

## Videogiochi
Nel 1988 fu scelto da Infogrames come testimonial per il videogioco di alpinismo Chamonix Challenge, dove Escoffier prestò il volto al personaggio principale, apparendo anche nella schermata iniziale.